# Dark Ballet
Dark Ballet è un singolo della cantante statunitense Madonna, pubblicato il 7 giugno 2019 tratto dal quattordicesimo album in studio Madame X.

## Descrizione
Dark Ballet è un brano pop sperimentale, con un uso massiccio del vocoder e l'inserimento di segmenti orchestrali. La canzone propone un passaggio della Danza dei flauti tratto da Lo schiaccianoci di Pëtr Il'ič Čajkovskij, eseguito con la distorsione vocale.
Un accenno del brano è stato eseguito ad agosto del 2018 al MET Gala 2018 all'interno di una performace dove Madonna ha eseguito Like a Prayer e Hallelujah di Leonard Cohen, e nuovamente nel 2019 all'Eurovision Song Contest a Tel Aviv.

## Video musicale
Il video ufficiale, pubblicato il 7 giugno 2019 sul canale Vevo della cantante, diretto da Emmanuel Adjei, rappresenta un omaggio a Giovanna d'Arco, interpretata da Mykki Blanco. Le riprese del video si sono svolte in Portogallo presso il Monastero di Batalha, nel distretto di Leiria, e presso il santuario di Nostra Signora di Cabo Espichel, nel comune di Sesimbra, poco chilometri a sud di Lisbona. È da credere che inizialmente la location prevista per questo video fosse diversa o inglobasse altre scene, considerando le dichiarazioni della cantante su un rifiuto da parte del paese lusitano a concedere dei permessi.

## Tracce
Download digitale
1. Dark Ballet – 4:14